# КВ-13
КВ-13 је био прототип совјетског средњег тенка. Пројектован је у конструкторском бироу СКБ-2 чељабинског Кировског завода крајем 1941. и почетком 1942. као универзални тенка, који је требало да замени тенкове Т-34 и КВ-1

## Развој
Први прототип КВ-13 је био готов у пролеће 1942, али су тестови у јесен показали да има ниску механичку поузданост, а појавила се потреба за увођењем јачег оклопа и места за тројицу тенкиста у куполи. У децембру 1942. је почела израдња два прототипа која су узела у обзир ове захтев, али је рад на КВ-13 прекинут у корист наставка производње Т-34. Даљи развој овог пројекта довео је 1943. до стварања серијског модела ЈС-1.

## Опрема
КВ-13 је био познат као „средњи тенк тешке категорије“. Највеће промене су начињене на шасији тенка, где је уместо 6 котура постављено 5 другачије конструкције. Ширина КВ-13 је смањена на 2800 mm, а дужина тела на 6650 mm. Купола, задржали сличност са куполом КВ-1С, али је донекле унапређен.

## Корисници
- Совјетски Савез